# NGC 2658
NGC 2658 is een open sterrenhoop in het sterrenbeeld Kompas. Het hemelobject werd op 28 mei 1826 ontdekt door de Schotse astronoom James Dunlop.
NGC 2658 bevindt zich, vanaf de aarde gezien, een halve graad ten noorden van de ster Alpha Pyxidis.

## Synoniemen
- OCL 723
- ESO 432-SC4